# M1dy
m1dy（ミディ）は、日本のスピードコア・ミュージシャン。名前の公式な日本語表記は「ミデイ」であるが、発音は同じく「ミディ」である。通称「スピードコアダンディ」。本名・渡邉余生（ワタナベ ヨセイ）。

## 略歴
1998年、活動開始。活動当初は「覚醒機」という名前を使っていた。
2000年、「覚醒機」から「m1dy」へと名前を変更。理由は海外の人に「カクセイキ」とうまく呼んでもらえなかったため。「m1dy」は旧名の正式名「覚醒機 THE MIDI ANARCHIST」の間を取ったもの。
2002年、SHARPNEL SOUNDSより1st『SPEEDCORE DANDY』をCD-Rにてリリース。翌2003年、収録曲を変更するなどした『SPEEDCORE DANDY XXX』を改訂リリース。CD-Rだった1st（「無印」とも呼ばれる）』と違い工場で生産されたプレス盤かつ大手の店舗で販売された。また、この頃は同人サークル「日本國民」のメンバーとしても活動していた。
2004年に自主レーベル「PORK」を設立、『覚醒機 is Back!!!』をリリース。同年2月8日から翌年9月25日にかけメールマガジン「SPAM」を発行。
2005年、『JAPANESE MATHAFACKA』をCD-Rでリリース。のちに収録内容を変更したものが『PERFECT MATHAFACKA』として改訂リリース。
2010年7月1日から7月4日にかけてカリフォルニア州ロサンゼルスのロサンゼルス・コンベンション・センターにおいて開催されたアニメ・エキスポにて、7月2日にライブを行う。
2019年1月3日、自宅でスタンフォードA型大動脈解離により倒れ、病院に搬送され2度の手術を受ける。

## ディスコグラフィー
| タイトル                           | 年度   |
| ---------------------------------- | ------ |
| 1996-2001                          | 2001年 |
| TSSC (Tokyo Style SpeedCore)       | 2001年 |
| SPEEDCORE DANDY                    | 2002年 |
| ベルリソ                           | 2002年 |
| Voynich Tracks                     | 2002年 |
| In Bass We Trust                   | 2003年 |
| 覚醒機 is Back!!!                  | 2004年 |
| JAPANESE MATHAFACKA                | 2005年 |
| Pestfinal - The Rare Trax          | 2006年 |
| Nin - Pi - Nin                     | 2009年 |
| Roaring The Odd Hym                | 2009年 |
| Lector in the sky with diamorphine | 2010年 |
| Selection Vol.1                    | 2010年 |
| THE MIDI ANARCHIST                 | 2012年 |
| Electronic Speed Music             | 2015年 |
| Never Mind The m1dicks             | 2015年 |
| m1dy Compilation Works             | 2018年 |
| Remix Works                        | 2018年 |
| Early J-core Archive 2001-2003     | 2018年 |

| タイトル                                         | 年度   |
| ------------------------------------------------ | ------ |
| Patriotism Volume 1                              | 2002年 |
| Innocent EP                                      | 2003年 |
| Freedom                                          | 2004年 |
| Jappanoize Vol.1                                 | 2007年 |
| No Soup For You                                  | 2008年 |
| World Flasher Corps                              | 2008年 |
| Megashit EP                                      | 2009年 |
| Bleach The Tongue                                | 2011年 |
| Grime Bass Cowboy                                | 2013年 |
| 夢と無法の国 -The Kingdom Of Dreams And Outrage- | 2014年 |
| Tteokbokki Johnny                                | 2014年 |
| Burned EP                                        | 2015年 |
| Speedcore For DJs                                | 2016年 |
| Do The Shit                                      | 2016年 |
| Loveless                                         | 2017年 |
| Rendezvous                                       | 2017年 |
| Thrashkickin'                                    | 2019年 |

## 楽曲提供

### beatmaniaIIDX
- m1dy Deluxe
- m1dy Festival
- m1dy Dynamic
- ONIGOROSHI
- Brahma
- GiGaGaHell [注釈 2]

### SOUND VOLTEX
- m1dy Deluxe

### Dance Dance Revolution
- Come To m1dy

### Dynamix
- Before Sunrise [注釈 3]

### NOISZ
- Tengu

### NOISZ STΔRLIVHT
- Harajuc Kandi Massacre

### Arcaea
- Back to Basics

## その他

### ポッドキャスト
- BUBBLE-B・m1dyのこれ、食えますか？

2011年6月1日に第1回の配信開始（5月15日にはパイロット版の第0回が配信された）。2008年9月30日から2011年4月12日まで配信されていた「BUBBLE-B・政所のSPEEDKING RADIO（全131回）」の後を継ぐ形で始まった。